# Messe Pirmasens
Die Messe Pirmasens ist ein Messegelände mit sieben Hallen, Freiflächen und einem Kongressbereich in Pirmasens. Es war bis 2003 der einzige internationale Messestandort in Rheinland-Pfalz.

## Geschichte
Die Messe wurde ab 1949 von Ludwig Kieffer hauptsächlich für große Messen der Schuhindustrie und deren Zulieferer, speziell für die Pirmasenser Schuh- und Lederwarenmesse, ausgebaut. Die Anlage bietet in sieben Hallen 20.000 m² überdachte Fläche, 48.000 m² Freiflächen inklusive Parkplätzen, einen Kongressbereich mit fünf Konferenzräumen und einem Sitzungssaal sowie 1700 PKW- und 100 Busparkplätze. Neben den Messen wird das Gelände auch für Ausstellungen und Tagesveranstaltungen genutzt.
Nachdem früher vor allem die Pirmasenser Schuhmusterung (psm) und die plw (Internationale Messe für Leder, Schuh-Komponenten und mehr) überwiegten, übernahmen später regionale Verbrauchermessen wie die hageha (Verbrauchermesse für Handwerk, Gewerbe und Handel, von 1954 bis 2014), Gesundheitswelt oder die Kulinaria die Hauptrolle. Ab dem Jahr 2004 wurde der Messestandort für 8,4 Millionen Euro im Rahmen der sogenannten Messe Vision 2007 modernisiert. Diesen Umbau trug zu 80 % das Land Rheinland-Pfalz. In einer kleinen Anfrage an den Landtag Rheinland-Pfalz wurde im Jahr 2005 über die Verluste der Messe- und Veranstaltungsgesellschaft Pirmasens GmbH in Höhe von 1,4 Millionen Euro seit 2000 diskutiert.
Januar 2008 übernahm die Stadt Pirmasens die Hallen, während die Messe Pirmasens als reine Veranstaltungsgesellschaft mit einem Stammkapital von 457.000 Euro nur noch für die Veranstaltung der Messen zuständig war. Im ersten Jahr wurde ein Defizit von 177.000 Euro erwirtschaftet. Daraufhin wurden Ende Juli 2009 alle 14 hauptamtlichen Mitarbeiter der Messe Pirmasens entlassen. Die Veranstaltung der Messen wurde anschließend privatisiert, von 2010 bis April 2012 übernahm die Mattfeldt & Sänger Marketing und Messe AG die Betreuung; seit 2012 ist dafür die Das AgenturHaus GmbH zuständig, die zusätzliche Messen in Pirmasens etablierte wie Anja – die Messe für Angeln und Jagen oder die LebensArt als Außenmesse im Strecktalpark. Im Januar 2016 erklärten die Stadt Pirmasens sowie Das AgenturHaus gemeinsam die Absage der hageha im Herbst 2016 sowie das endgültige Ende der Verbrauchermesse.